# Sushica (Shtrëpca)
Sushica (albanska: Sushica, serbiska: Sušiće) är en by i Kosovo. Den ligger i kommunen Shtërpca. Enligt den senaste folkräkningen år 2011 fanns det 74 invånare.

## Demografi
| Demografi | 2011 |
| --------- | ---- |
| albaner   | 39   |
| serber    | 35   |